# Ivan Klasnić

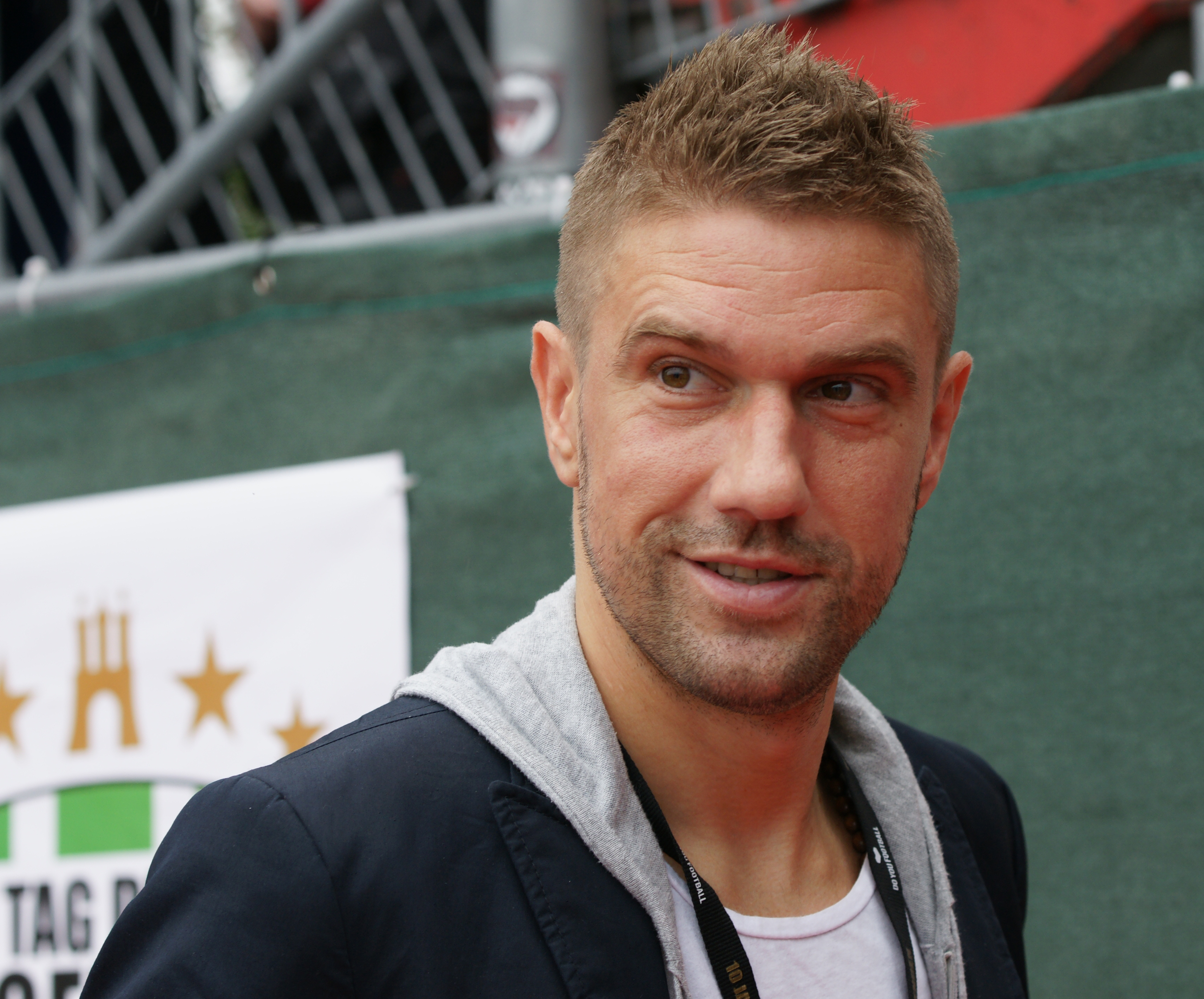
Ivan Klasnić 2014

Ivan Klasnić, född 29 januari 1980 i Hamburg, Västtyskland, är en kroatisk före detta fotbollsspelare (anfallare). Klasnić debuterade i det kroatiska landslaget 2004 och spelade totalt 41 matcher. Han spelade bland annat för FC St. Pauli, SV Werder Bremen, FC Nantes och Bolton Wanderers FC.
År 2006 var Klasnić tvungen att genomgå en njurtransplation och fick en njure av sin mor. Operationen misslyckades, och han fick en av sin fars njurar istället. Klasnićs tillstånd var allvarligt, men han tillfrisknade. 
Klasnić gjorde 2 mål i EM 2008.